# Anka (álbum)
Anka es un álbum de estudio del cantautor canadiense Paul Anka. Fue publicado en agosto de 1974 a través de United Artists Records.

## Grabación y contenido
Las sesiones de grabación de Anka tuvieron lugar en FAME Studios, en Muscle Shoals, Alabama. Fue producido por Rick Hall, quien también se desempeñó como ingeniero de audio junto con Larry Hamby. Anka contenía diez canciones. Nueve de las canciones fueron escritas por el propio Anka. John Harris, quien también hizo los arreglos de cuerdas, recibió un crédito de composición en «Love Is a Lonely Song». Los músicos de sesión incluían al percusionista Roger Clark, al guitarrista Reggie Young, y al organista James Brown (ajeno al músico de soul James Brown). Odia Coates canta la segunda voz en «(You're) Having My Baby» y «One Man Woman/One Woman Man».

## Recepción de la crítica
Un escritor no especificado de Record World le otorgó el certificado de “Hit of the Week”, y elogió el “estilo suave y fácil de escuchar” del álbum. Un escritor no especificado de Billboard declaró: “Una de las estrellas más consistentes del rock está de regreso con un conjunto de material nuevo pisándole los talones a su sencillo top cinco «You're Haking My Baby». Las melodías son una fuerte mezcla de rock e easy listening respaldadas por arreglos exuberantes y un fuerte trabajo instrumental, a menudo en el rienda general de su éxito. Anka suena más contemporáneo que en años y su escritura es tan sólida como siempre”.

## Lista de canciones
Todas las canciones escritas y compuestas por Paul Anka, excepto donde esta anotado.
Lado uno
1. «Bring the Wine» – 4:11
2. «One Man Woman/One Woman Man» – 3:45
3. «Something About You» – 2:50
4. «(You're) Having My Baby» – 2:32
5. «Let Me Get To Know You» – 2:52

Lado dos
1. «Love Is a Lonely Song» (Anka, John Harris) – 3:56
2. «How Can Anything Be Beautiful (After You)» – 2:37
3. «I Gave a Little and Lost a Lot» (Dave Loggins) – 3:02
4. «Papa» – 3:38
5. «It Doesn't Matter Anymore» – 3:38

## Créditos y personal
Créditos adaptados desde las notas de álbum de Anka.
Músicos
- Paul Anka – voz principal
- Jerry Bridges – bajo eléctrico
- Don Baldwin – bajo eléctrico
- Tommy Cogbill – guitarra acústica
- Travis Wammack – guitarra eléctrica y acústica
- Ken Bell – guitarra eléctrica y acústica
- Reggie Young – guitarra eléctrica
- James Brown – órgano
- Tim Henson – piano, piano eléctrico
- John Harris – piano eléctrico
- Roger Clark – batería, pandereta, cabasa
- Rick Hall – percusión
- Tom Rhody – conga
- Odia Coates – coros
- Kelly Stevens – coros

Personal técnico
- Rick Hall – productor, ingeniero de audio
- Larry Hamby – ingeniero de audio
- John Harris – arreglos
- Jimmie Haskell – arreglos
- Bob Cato – diseño

## Posicionamiento
| Gráfica (1974)                            | Pico de posición |
| ----------------------------------------- | ---------------- |
| Australia (Kent Music Report)             | 38               |
| Canadá (RPM Top Albums)                   | 4                |
| Estados Unidos (Billboard Top LPs & Tape) | 9                |

## Certificaciones y ventas
| País                                                     | Certificación | Ventas   |
| -------------------------------------------------------- | ------------- | -------- |
| Estados Unidos (RIAA)                                    | Oro           | 500 000* |
| *cifras de ventas basadas únicamente en la certificación |               |          |